# Samsung Heavy Industries
Samsung Heavy Industries o SHI (Coreano: 삼성중공업, Hanja: 三星重工業) es el segundo mayor constructor de barcos del mundo y uno de los "tres grandes" constructores de barcos de Corea del Sur. Es una de las subsidiarias principales del Grupo Samsung, el mayor conglomerado empresarial de Corea del Sur y del mundo. SHI centra sus actividades en la construcción de barcos, plataformas offshore, aparatos digitales de navegación marítima, y construcción e ingeniería.
SHI dispone de localizaciones de fabricación en el país y en el extranjero, incluidas los bloques de fabricación en Ningbo y Rongcheng, China. El astillero de Geoje en particular, el mayor astillero de SHI en Corea del Sur, cuenta con el mayor volumen de facturación del mundo. El mayor de los tres muelles, el muelle n.º 3, es de 640 metros de largo, 97,5 metros de ancho y 13 metros de profundidad. Mayoritariamente, los buques ultra-grandes se construyen en este muelle, teniendo la mayor tasa de eficiencia de producción del mundo, produciéndose el lanzamiento de 30 buques al año.
SHI se especializa en la construcción de buques de alto valor añadido y para propósitos especiales, incluyendo cargueros de gas natural licuado (LNG), plataformas offshore y buques relacionados, buques de perforación petrolera, FPSO/FSO, portacontenedores ultragrandes y buques petroleros para el Ártico. En los tiempos más recientes, SHI se ha concentrado en los buques tanqueros de LNG y perforación petrolera, en donde es líder de mercado.

## Historia
Samsung Heavy Industries fue establecida en 1974, cuando se abrió la planta de la compañía en Changwon. SHI pronto adquirió Woojin, seguido de la construcción de los astilleros de Geoje y la fusión con Daesung Heavy Industries.
Samsung Shipbuilding y Daesung Heavy Industries se fusionaron con el nombre de Samsung Heavy Industries en 1983. Desde entonces, ha puesto sus esfuerzos en la introducción de nuevas tecnologías y el desarrollo de nuevos productos, mientras ha expandido su negocio a las áreas del equipamiento pesado y la construcción.
En el siglo XXI, SHI ha empezado a construir tanqueros de gas natural licuado (LNG) y barcos de pasajeros de grandes dimensiones, exportando tecnologías a los Estados Unidos. En 2009, SHI ha sido contratada para construir un nuevo barco crucero residencial nombrado Utopía, que será el mayor barco de pasajeros jamás construido en Asia.